# MHEG-5
MHEG-5 は、マルチメディア情報の表現に関する国際標準であり、ISOとIECの合同委員会 ISO/IEC JTC 1/SC 29/WG 12 （Multimedia and Hypermedia Experts Group … MHEG) により、 ISO/IEC 13522-5 として規格化されたものである。日本の対応規格はJIS X 4345。双方向番組サービスを記述する言語として主に使われている。

## 特徴
MHEG-5 はオブジェクト指向/宣言型プログラミング言語であり、テキスト、画像、動画の提示方法を記述するのに使われる。MHEG-5 アプリケーションは、複数の「シーン; scene」から成り、ユーザーはシーン間を移動するような形となる。それぞれのシーンは、表示すべきテキストやグラフィックの要素のリストと事前定義されたイベントへの反応として実行すべき手続きコードから構成される。イベントとしては、キーの押下、タイマのタイムアウト、コンテンツのメモリへのロード完了などがある。コードは「基本動作; elementary actions」を要素とする。基本動作としては、テキストオブジェクトで表示されるテキストを変更する動作、ビデオクリップの再生を開始する動作などがある。
MHEG-5 には、アプリケーション開発者が利用可能なクラス階層が存在する。オブジェクト指向プログラミング言語とは異なり、新たなクラスを定義することはできない。標準では、MHEG アプリケーション表現を2種類定義している。1つはテキスト表現であり、もう1つは ASN.1 による表現である。アプリケーションは通常、テキスト表現で書かれ、MHEGエンジンによって ASN.1 に符号化される。
MHEG-5 は、双方向番組サービスなどのプログラミングに向いている。

## プロファイル
MHEG-5 言語自体は、単なる言語である。特定のコンテキストで利用するには、言語をプロファイル化する必要がある。
イギリスおよびニュージーランドでは、MHEG-5 はデジタルテレビの双方向番組サービスを提供するのに使われている。イギリスでの Freeview プラットフォームのコンテキストにおける MHEG-5 の使い方は、UK Profile of MHEG-5 として規定されている。同様の規定はニュージーランドにもある。
香港では、無綫電視がデジタル放送チャンネルでの双方向サービスに MHEG-5 ミドルウェアを選択した。
MHEG-5 言語の放送プロファイルはETSIにより、ETSI standard ES 202 184 として標準化されている。
日本では、BSデジタルのデータ放送での採用が検討されたが、結局採用されなかった。